# Golf von Mannar
Der Golf von Mannar ist eine Bucht des Indischen Ozeans zwischen Indien und Sri Lanka.

## Lage
Er ist Teil der Lakkadivensee. Im Norden wird der Golf durch die Insel Pamban und die sogenannte Adamsbrücke, eine Kette von kleinen Inseln zwischen Indien und Sri Lanka, sowie durch die nördlich davon gelegene Palkstraße begrenzt. Östlich davon liegt der Golf von Bengalen. Im Süden geht der Golf in den offenen Indischen Ozean über.
Die golfnahen Küsten zwischen Indien und Sri Lanka hießen im Mittelalter „Perlfischerküste“.

## Geschichte
In der Gegend hielt sich 1543 der portugiesische Seefahrer Martim Afonso de Sousa auf, der von Goa im Februar 1544 Richtung Golf von Mannar („Perlfischerküste“) aufbrach, von wo aus er im März 1545 Richtung Norden nach Mylapore segelte.